# Frankiske konger
Følgende er en liste over frankernes konger.

## Merovingerslægten
| Faramund ca. 410-426 |
| Clodio 426-447       |
| Merovech 447-458     |
| Childerik 1. 458-482 |
| Klodevig 1. 482-511  |

| Leutetien (Paris)     | Soissons          | Orléans                            | Reims                                                                          |
| --------------------- | ----------------- | ---------------------------------- | ------------------------------------------------------------------------------ |
| Childebert 1. 511-558 | Klotar 1. 511-558 | Clodomer 511-524 Klotar 1. 524-558 | Teoderik 1. 511-534 Teodebert I 534-548 Teodebald 1. 548-555 Klotar 1. 555-558 |

| Klotar 1. 558–561 |

| Leutetien (Paris)     | Soissons          | Orléans                            | Reims                                                                          |
| --------------------- | ----------------- | ---------------------------------- | ------------------------------------------------------------------------------ |
| Childebert 1. 511-558 | Klotar 1. 511-558 | Clodomer 511-524 Klotar 1. 524-558 | Teoderik 1. 511-534 Teodebert I 534-548 Teodebald 1. 548-555 Klotar 1. 555-558 |

| Klotar 1. 558–561 |

| Austrasien (Reims)                                                                                           | Neustrien (Paris)                         | Burgund (Orléans)                                                         |
| --- | ----------------------------------------- | ------------------------------------------------------------------------- |
| Sigibert 1. 561–575 Childebert 2. 570 eller 575–595 Teodebert 2. 595–612 Teoderik 2. 612–613 Sigibert II 613 | Charibert 1. 561–567 Chilperik 1. 567–584 | Guntram 561–592 Childebert 2. 592–595 Teoderik 2. 595–613 Sigibert 2. 613 |

| Austrasien | Neustrien | Aquitaine                                              |
| --- | --- | ------------------------------------------------------ |
| Dagobert 1. 623-634 Sigibert 3. 634-656 Childebert den adopterede 656-661 Klotar 3. 661-662 Childerik 2. 662-675 Klodevig 3. 675-676 Dagobert 2. 676-679 Teoderik 3. 679-691 | Dagobert 1. 629-639 Klodevig 2. 639-658 Klotar 3. 658-673 Teoderik 3. 673 Childerik 2. 673-675 Teoderik 3. 675-691 | Charibert 2. 629-632 Chilperik 632 Teoderik 3. 632-691 |

| Klodevig 4. 691-695    |
| Childebert III 695-711 |
| Dagobert III 711-715   |

| Austrasien                                                 | Neustrien            |
| ---------------------------------------------------------- | -------------------- |
| Chilperik 2. 715-717 Klotar 4. 717-720 Kilperik 2. 720-721 | Chilperik 2. 715-721 |

| Teoderik 4. 721-737  |
| Interregnum          |
| Childerik 3. 743-751 |

## Karolingerslægten
Karolingerne var oprindelig major domus under det merovingiske dynasti i Austrasien og senere i det genforenede Frankerrige. Med tiden overtog de den reelle styrelse af riget, men med merovingerne som marionetter. Denne ordning varede frem til Pipin den lille, som med pavens velsignelse afsatte Childerik 3. 
- Arnulf af Metz
- Pipin af Landen, Pippin 1., Pippin den ældre, (580-640), 628-639
- Pipin af Herstal, Pippin 2., (640-714), 687-714
- Karl Martell, (690-724), 714-741
- Karlman, (716-754), 741-747
- Pipin den yngre Pipin den lille (714-768), 741-751

| Pipin den lille overtog tronen efter Childerik 3. |
| Pipin den lille, Pippin 3. 751-768                |

| Burgund/Allemania/søndre Austrasien | Neustrien/Akvitania/nordre Austrasien |
| ----------------------------------- | ------------------------------------- |
| Karloman 768-771                    | Karl den Store 768-771                |

| Karl den Store 771-814                                             |
| Ludvig den Fromme 814-840                                          |
| Lothar 1. 840-843                                                  |
| Frankerriget blev delt mellem Ludvig den frommes tre sønner i 843. |

| Karl 2. den Skaldede 843-877 Ludvig 2. den Stammende 877-879 Ludvig 3. 879-882 Karloman 882-884 Karl den Tykke 884-887 (regent) Odo af Paris 888-898 (slægten Capeting) Karl den Enfoldige 898-922 Robert 1. af Frankrig 922-923 (slægten Capeting) Rudolf af Burgund 923-936 (slægten Bosoniderne eller Buviniderne) Ludvig fra hinsides Havet 936-954 Lothar af Frankrig 954-986 Ludvig den Dovne 986-987 Fortsættes i Franske regenter |

| Lothar 1. 843-855                                                                    |
| Lothar 2. 855-869                                                                    |
| Karl den Skaldede 869-877                                                            |
| Ludvig den Tyske 870-876                                                             |
| Ludvig 2. 877-879                                                                    |
| Ludvig den yngre 877-880                                                             |
| Ludvig den yngre 880-882                                                             |
| Karl 3. den Tykke 882-887                                                            |
| Arnulf af Kärnten 887-895                                                            |
| Zwentibold 895-900                                                                   |
| Ludvig barnet 900-911                                                                |
| Karl 3. den Enfoldige 911-922                                                        |
| Derefter blev Lothringen forenet med det Tysk-romerske rige (Det Østfrankiske Rige). |

| Ludvig den Tyske 843-876 Karloman af Bayern (medkonge) 876-880 Ludvig den Yngre (medkonge) 876-880 Karl den Tykke (medkonge) 876-880 Ludvig den Yngre (medkonge) 880-882 Karl den Tykke (medkonge) 880-882 Karl den Tykke (enekonge) 882-887 Arnulf af Kärnten 887-889 Ludvig Barn 900-991 Fortsættes i Tysk-romerske kejsere |